# Doboj Jih
Doboj Jih (bosensky Doboj Jug v cyrilici Добој Југ) je název pro správní jednotku (općinu), která se nachází v Bosně a Hercegovině. Je součástí Zenicko-dobojského kantonu Federace Bosny a Hercegoviny, vznikla po roce 1995 z části původního města Doboj, které bylo po Daytonské dohodě připojeno k muslimsko-chorvatské části Bosny. Svojí rozlohou 10,2 km2 patří k nejmenším obcím svého druhu na území Bosny a Hercegoviny. Místní obyvatelstvo (v općině bylo v roce 2013 napočítáno dle sčítání lidu 4 409 obyvatel) je většinou bosňácké národnosti.
Součástí općiny jsou pouze dvě vesnice: Matušići a Mravići.